# Феђвернек
Феђвернек (мађ. Fegyvernek, лат. Machæropolis) је град у Мађарској. Феђвернек је град у оквиру жупаније Јас-Нађкун-Солнок.

## Географија

### Локација
Феђвернек је смештен на западној ивици Нађкуншага, дуж река Феђвернеки-Холт-Тиса, уски појас њене административне територије, широк једва један километар, такође је у додиру са самом реком Тисом.
Суседи: Банхалма која припада Кендерешу са североистока (9,5 километара), Кендереш са истока (10,5 километара), Ермењеш са југа (6 километара), Терексентмиклош са југозапада (12 километара), Нађкери (7 километара од западне стране). са друге стране Тисе), и Тисабе са северозапада (7,5 километара). Његова административна област такође додирује границу Кишујсалаша на једном месту са југоистока, али су два града удаљена око 16 километара.

## Историја
Феђвернек је добило име по занимању оружника који су некада овде живели.
На подручју насеља живели су људи још у бронзаном добу, а из каснијег доба пронађени су артефакти из гвозденог и сарматског доба. У познатим писаним изворима први пут се име села сусреће 1212. године, а затим се помиње у Варадском регистру 1219. године.
Чак се и насеље Кесе, из доба насељавања Мађара, стопило у границу Феђвернека.
Од 1300. године област је припадала породицама Домослаи, Комполти и Гути-Орсаг.
У 15. веку, Феђивернек је већ имао привилегије трговишта и сајма, али је у периоду 1686. до 1687. године татарски кан Гирај уништио регион заједно са Феђвернеком.
До 1845-46. године у њему су живели Мајорсашке слуге, пастири и дуванђије, али је потом гроф Јожеф Шапари, власник ове области, у насеље населио Немце, који су до краја 19. века били готово потпуно помађарили. Становници Феђвернека нису уопште учествовали у револуцији 1848-49. и у рату за независност.
Код Феђвернека је Тиса регулисана 1856. године са 74 прелаза, а тада су изграђени и насипи који су штитили село. Године 1871. постало је велико село, а 1876. је укључено у централни округ Тисе округа Јас-Нађкун-Солнок. На прелазу векова већ је имала 5.000 становника.
Румунски војници су 25. јула 1919. убили 49 локалних становника као одговор на тврдњу да је неко пуцао у команданта Турну-Северинског пука. Крајем 1919. основан је логор за интернирање бивших црвених војника, под веома тешким условима. Логор је укинут 1922. године. После Другог светског рата, многи људи немачког порекла одведени су у руднике угља Донске области.
На препоруку министра државне управе и правде, градско звање је добио 15. јула 2013. године.

## Становништво
Године 2001. 95% становништва насеља се изјаснило као Мађари, 5% Роми. 67,5% становника били су римокатолици, 8,1% реформисани, 0,3% гркокатолици и 0,1% лутерани. 0,2% становништва припадало је другој цркви или конфесији. 13,8% није припадало ниједној цркви или конфесији. 9,9% непознато или није одговорило.
Током пописа из 2011. године, 84,5% становника се изјаснило као Мађари, 4,3% као Цигани, а 0,3% као Немци (15,3% се није изјаснило). 
Верска дистрибуција је била следећа: римокатолици 42,3%, реформатори 6,2%, гркокатолици 0,2%, неденоминациони 19,3% (31,5% се није изјаснило).